# 도요나리촌
도요나리촌(豊成村)은 지바현 산부군에 일찍이 존재했던 촌이다. 현재의 도가네시 동부에 해당한다.

## 역사
- 1889년 4월 1일 - 정촌제 시행에 의해 도요나리군 도요나리촌이 성립하였다.
- 1897년 4월 1일 - 도요나리군이 폐지되어 산부군이 되었다.
- 1953년 4월 1일 - 오카야마촌, 고헤이촌, 마사키촌, 야마토촌의 일부와 합병해 새로운 도가네시를 신설되어, 동일 도요나리촌은 폐지되었다.